# Tramwaje w Wersalu

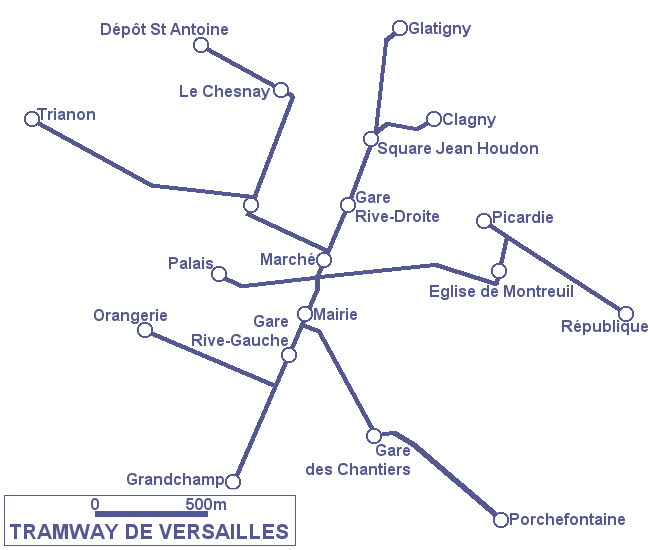
Schemat sieci tramwajowej

Tramwaje w Wersalu − zlikwidowany system komunikacji tramwajowej we francuskim mieście Wersal, działający w latach 1876−1957.

## Historia
Pierwsze tramwaje w Wersalu uruchomiono 11 listopada 1876, były to tramwaje konne, które kursowały po torach o rozstawie szyn wynoszącym 1435 mm. Początkowo sieć tramwajowa składała się z trzech linii:
- Square Duplessis − Grandchamp
- Gare Rive Droite − Sénat
- Gare Rive Gauche − Chambre Députés

20 listopada 1899 otwarto podmiejską linię tramwaju parowego do Saint-Cyr-l’École. W 1895 zamówiono 29 tramwajów silnikowych typu Postel Vinay, które miały obsługiwać sieć tramwajów elektrycznych. Wagony te był pomalowane na żółto-biało. Elektryfikację sieci ukończono w 1896. Sieć tramwajów elektrycznych składała się z 6 linii:
- A: Glatigny - Grandchamp
- B: Clagny - Orangerie
- C: Le Chesnay - Gare Chantiers
- D: Square Jean Houdon - Montreuil
- E: Gare Rive Droite - Trianon
- F: Gare Rive Gauche - St Cyr

W 1907 linię C wydłużono do Porchefontaine, a linię D do République. W 1927 otrzymano 4 nowe tramwaje silnikowe o nr 53−56. Od 1934 linie tramwajowe były zastępowane liniami autobusowymi. W czasie II wojny światowej wstrzymano likwidację tramwajów. W latach 40. XX w. zmieniono barwy tramwajów na niebiesko-szare. Do lat 50. XX w. zostały w mieście tylko cztery linie tramwajowe. Ostatnim dniem w którym kursowały tramwaje był 3 marca 1957. Następnego dnia na linie tramwajowe wyjechały autobusy.

## Zajezdnie
Od 1876 do 1957 do obsługi sieci wybudowano 3 zajezdnie tramwajowe:
- Zajezdnia Pierres Plates (St Cyr l'école), działająca w latach 1890–1920
- Zajezdnia Béthune (25 rue de Béthune, Le Chesnay), działająca w latach 1876–1957
- Zajezdnia Saint-Antoine (44 Bis Bd Saint-Antoine, Le Chesnay), działająca w latach 1931–1990

Zajezdnię Pierres Plates zlikwidowano w 1920, gdyż była za mała. W 1924 zajezdnię Béthune rozbudowano, gdyż stała się za mała. Zajezdnię tą rozebrano w 2000. Zajezdnię Saint-Antoine wybudowano z powodu braku miejsc w zajezdni Béthune. Po likwidacji tramwajów zajezdnia Saint-Antoine służyła jako zajezdnia autobusowa.

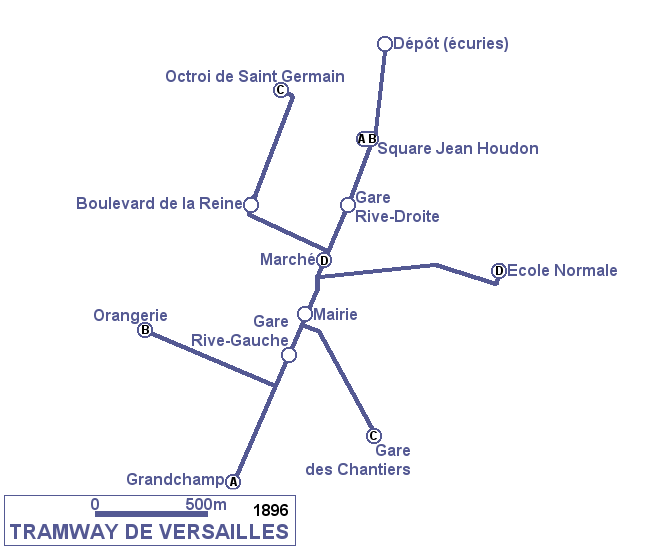
Schemat sieci tramwajowej w 1896
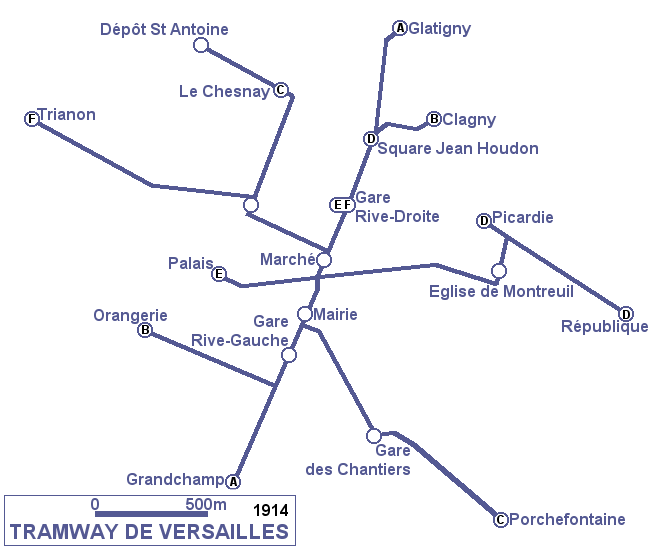
Schemat sieci tramwajowej w 1914
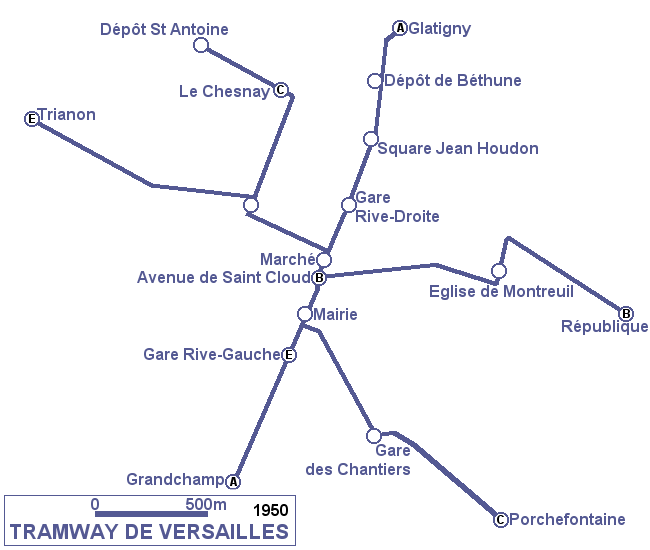
Schemat sieci tramwajowej w 1950
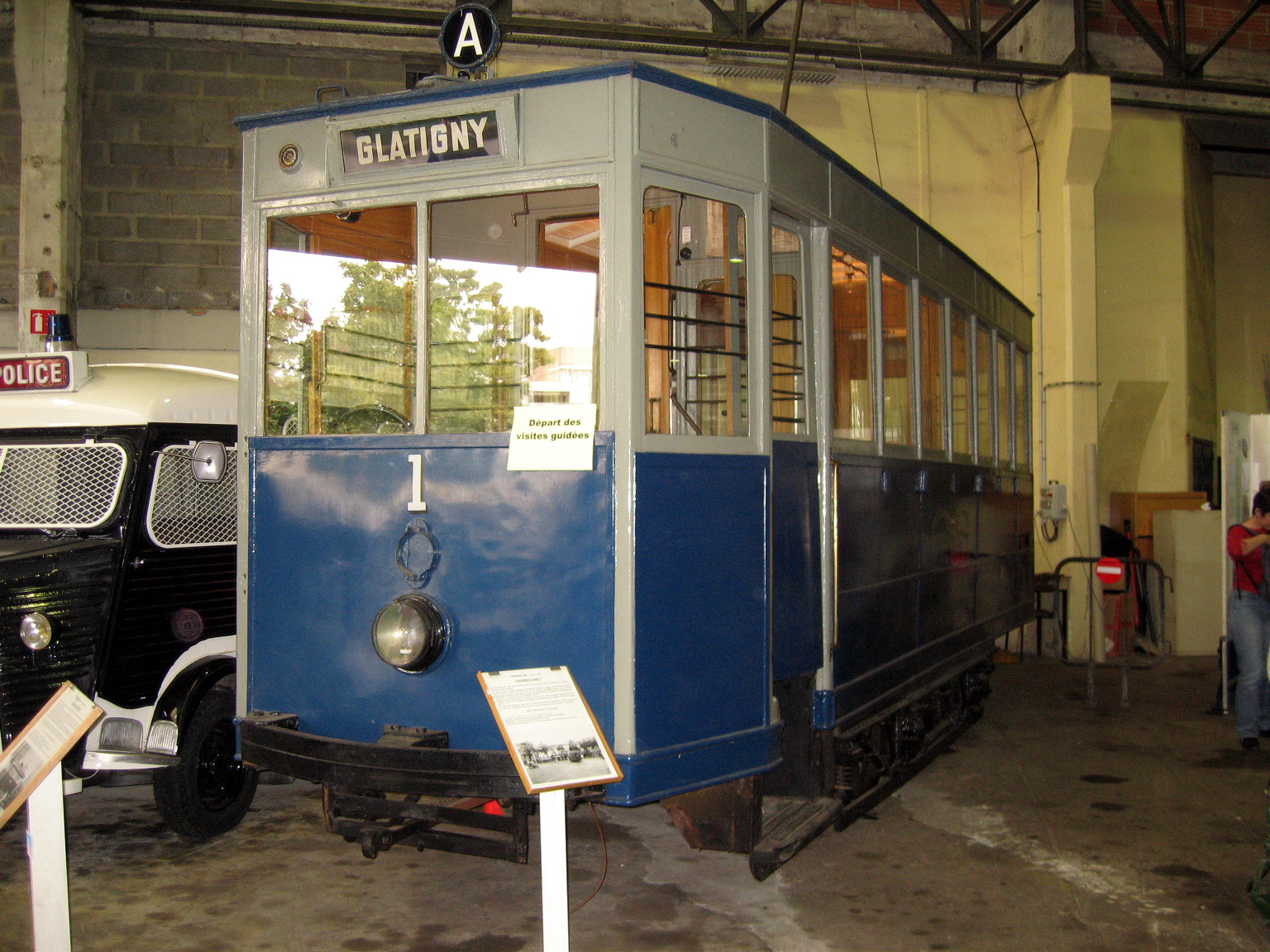
Zachowany tramwaj pochodzący z Wersalu